# こどもの城
こどもの城（こどものしろ）は、東京・渋谷の青山通り（国道246号）沿いに所在した児童の健全な育成を目的として建設された施設である。正式名称は国立総合児童センター。
厚生省（現：厚生労働省）が整備し、1985年（昭和60年）11月1日に開館した。「こどもの城」の経営や児童手当制度の充実、発展に協力することを目的として発足した財団法人日本児童手当協会（現：公益財団法人児童育成協会）が運営していた。

## 概要

『こどもの樹』

青山通り沿いのこの地周辺には、1986年（昭和61年）頃まで4階建ての都営青葉町アパートがあり（1、2階部分には内藤一水社、渋谷青山通郵便局や飲食店などが入居）、都電青山車庫に隣接していた。都電の廃止後、車庫は都バス車庫に転用されたが、1979年の国際児童年に際し21世紀を目前にした児童をとりまく諸状況をふまえ、ナショナル・プロジェクトとして、児童福祉・文化活動の拠点となる複合施設の整備計画が持ち上がり、再開発によってこどもの城と国連大学などが建設されることになった。
完成した地上13階、地下6階建てのミラーガラス張りの建物は、正面に岡本太郎作のシンボルモニュメント「こどもの樹」を設置。館内には2つの劇場（青山劇場、青山円形劇場）やホテル、小児科クリニックのほか、体育室やプール、造形スタジオ、音楽ロビーが備えられた。また国立の児童館として各地の児童館で職員向けの研修を実施し、各地の児童館や保育所に約3500もの遊びのプログラムも提供した。
月曜日が休館日であり、それ以外の曜日は常に開いている状態であり、団体職員は週6勤務が義務付けられていた(休めるのは有給休暇を除き、月曜日のみだった)。この働き方は開館から閉館まで約30年間続いた。
2012年（平成24年）9月、所管する厚生労働省が空調や電源設備の更新や耐震補強など改修を行う場合、120億円もの費用が必要だとする試算を明らかにし、同じ機能を持つ児童館の整備も進みこどもの城は役割を終えたとして、2015年2月1日を以って閉館した。劇場やホテルの宿泊者を含め、30年間の開館中には2800万超の人々が利用した。

## 閉館後

### 広尾病院移転計画
2016年（平成28年）1月、当時の舛添要一都知事が跡地の国有地を約370億円で購入し、老朽化した都立広尾病院を移転新築し「首都災害医療センター」を整備する方針を表明した。しかし、東京都医師会が「決定過程が不透明」として移転に反対。翌年7月、小池百合子が都知事に当選後、計画は撤回され、広尾病院は現在地で建て替えられることになった。

### 用地と建物の取得
2018年（平成30年）9月、都議会代表質問において、小池知事は「こどもの城」について、「誰もが利用できる施設へとリノベーションして、都民の学習やスポーツなどの場となる複合拠点を創出していきたい」と答弁。11月には、都が、旧「こどもの城」の土地と建物を国から買い取るため、2019度予算案に約610億円を計上する方針を固めたことが分かった。都は跡地を2020年東京オリンピック・パラリンピックで、ボランティアの拠点として活用した後に、100億円以上かけて本格的に改修し、複合型施設にリノベーションする方針を示した。
2019年（平成31年）2月、都は、地元の渋谷区や都議会の意見を踏まえ、施設内の青山劇場と青山円形劇場を改修するなどの方針を明らかにした。都の基本的な活用方針は、「子供のための機能」を盛り込み、プレイホールの活用、青山劇場を改修して多目的ホールに、高齢者や障害者も利用できるスポーツ施設、女性の起業支援施設などを検討。2029年以降の計画では、隣接する国連大学の用地も含め、周囲の都有地を含めた約4.5ヘクタールの用地の一体的な整備を考えるとし、改修費に数十億円を見込んだ。9月10日付で都は国と売買交渉を続けてきた「こどもの城」について、525億円で買い取る契約を結んだ。2019年度当初予算に購入費など609億円を計上していたが、不動産鑑定を受け、契約金額を見直している。また改修後の複合施設「都民の城（仮称）」の館長には尾木直樹の就任が発表され、11月22日に都は都民の城としての改修基本計画の中間概要を発表した。

### 活用の検討
2020年（令和2年）2月に策定された基本計画では、136億円をかけ学習支援施設やベンチャー企業の創出支援施設などを整備し、23年に都民の城としてオープンした後、29年にいったん閉館して再整備する計画だった。
しかし、2021年（令和3年）、新型コロナウイルス感染症（COVID-19）流行による自宅療養者数の増加が顕著になったとして都民の城（旧こどもの城）に酸素ステーションを設置、酸素の投与が必要になった自宅療養者などに対応する施設（計130床）として同年8月23日から受け入れを開始した。
新型コロナウイルスの収束の見通しが立たず当初の計画は大幅にずれ込んでいる一方、当初の計画では2029年以降の解体の可能性にも言及しており、改修しても数年で取り壊されることもあり得るため、周辺都有地の一体的な活用方法を検討する有識者会議と都議会から、当初案のまま100億円以上の改修費用をかける案には問題が指摘された。
こうした問題の指摘を受け、2022年（令和4年）5月9日、都は再整備計画に基づく改修を中止すると発表した。改修計画の見送りに合わせ、都はこれまで有識者会議に替え、神宮前5丁目地区のまちづくり検討会を新たに設置して、より具体的にまちづくりを検討していく。5月17日、有識者会議は、一帯の都有地約4・5ヘクタールの再開発について、「一体的な活用を早めに始めるのが望ましい」とする提言をまとめた。今後は都と渋谷区も参加する「神宮前五丁目地区まちづくり検討会」を設置し、具体的な活用法を議論していく。
2025年（令和7年）3月5日に一部を東京都立中央図書館を移転して再整備する構想を都が発表した。